# Philautus vittiger
Espèce
Synonymes
- Ixalus vittiger Boulenger, 1897

Statut de conservation UICN

 NT  : Quasi menacé
Philautus vittiger est une espèce d'amphibiens de la famille des Rhacophoridae.

## Répartition
Cette espèce est endémique du parc national Halimun Salak dans l'île de Java en Indonésie. Elle se rencontre sur les  volcans Halimun et Salak où elle est présente aux environs de 1 000 m d'altitude,.

## Publication originale
- Boulenger, 1897 : Descriptions of new Malay frogs. Annals and Magazine of Natural History, ser. 6, vol. 19, p. 106-108 (texte intégral).